# Ndjili
Pour les articles homonymes, voir Ndjili (homonymie).
Ndjili est une commune du district de Tshangu, dans la ville de  Kinshasa, située au sud de la commune Masina dont elle est séparée par le boulevard Lumumba. Elle est l'une des vieilles cités planifiées par les Belges avec Bandalungwa, Lemba et Matete. Elle se situe à l'est de la ville, dans la plaine, au-delà de la rivière Ndjili dans sa partie ouest et est bornée au sud par la commune de Kimbanseke. Elle compte 13 quartiers populaires.
Ndjili, avec les communes de Masina et Kimbanseke, fait partie du district de Tshangu.
La commune a donné son nom à l'aéroport international de Ndjili, cependant situé sur la commune de Nsele. Le tribunal de paix de Kinshasa, le parquet de grande instance ainsi que le tribunal de grande instance de Kinshasa ont des extensions dans cette commune.

## Commune
La Commune de N'djili est dirigée par un collège communal composé d'un bourgmestre et d'une bourgmestre adjointe. À ceux-ci,il conviendrait d'ajouter des échevins communaux chargés de matières spécifiques qui composent le collège échevinal, qui est une sorte de gouvernement de la commune avec un programme local (plan de développement de la commune), un budget et des objectifs clairs pour l'intérêt de la commune. Des conseillers communaux élus sur diverses listes électorales composent le parlement de la commune ou le collège communal, qui proposent leurs projets ou ceux de la population. Il faut leur associer les treize chefs de quartier.

Sur le plan administratif, le chef de bureau (secrétaire communal) est le responsable de l'administration communale qui est divisée en plusieurs services.
La 1re élection municipale se déroula les 7 et 14 décembre 1958 et  une 2e élection le 31 janvier 1965 qui fut remportée par l'ABAKO à travers Georges Luemba.

## Quartiers
| \| Les 4 districts et les 24 communes de Kinshasa \| \| v · d · m \| |                    |           |
| District de la Lukunga District de la Funa District du Mont-Amba District de la Tshangu Brazzaville Fleuve Congo Pool Malebo M’Bamou Baie de Ngaliema Gombe Barumbu Kin. Ling. K.-V. Ng.-Ng. Kal. Banda- lungwa Kintambo Ngaliema Selembao Bumbu Makala Ngaba Lemba Limete Matete Kisenso Masina Ndjili Kimbanseke Nsele Mont-Ngafula Nsele Maluku |                    |           |
| abréviations : Kinshasa (Kin.), Kasa-Vubu (K.-V.), Lingwala (Ling.), Ngiri-Ngiri (Ng.-Ng.) |                    |           |
| Les 4 districts et les 24 communes de Kinshasa | Blason de Kinshasa | v · d · m |

Au quartier 7, se trouve le centre administratif de la commune, le bureau du commissariat de police de Ndjili, le bureau de poste, un marché municipal du quartier 7 qui se trouve en face, sur le boulevard dans la commune de Masina, d'un nouveau marché moderne dit « Marché de la Liberté ».
Le quartier six (6) comprend un marché dont le nom est "wenzé ya 6" s'y trouvent également la cathédrale (église Saint-Martin) et l'Armée du salut, aussi le CADECO anciennement appelé CADEZA)

## Santé
Ndjili est une zone de santé qui compte 13 aires de santé dont 11 sont couvertes. Avec le nouvel hôpital général de Ndjili qui comprend cinq grands bâtiments dont le premier à trois niveaux comprendra l'administration, le dispensaire et les soins ambulatoires; le 2e à trois niveaux comprendra les consultations et l'hospitalisation; le 3e bâtiment à 3 niveaux pour le laboratoire, la radiologie; le 4e bâtiment pour la morgue, le groupe électrogène et la cabine électrique et le 5e bâtiment pour les garde-malades et un réservoir d'eau de 3 600 litres en cas de coupure de la Regideso, cette commune dispose de la meilleure installation hospitalière complète de l'Afrique centrale.

## Agriculture
Ndjili est approvisionnée en légumes, fruits et manioc par les sites CECOMAF créés en 1953 par M. Devordeker avant la commune elle-même, de la MAC au quartier 8 et du centre maraicher du long de la rivière Ndjili. Des érosions menacent les quartiers 8 et 9 à cause de bouchage de caniveaux. 

## Routes
Les routes sont en mauvais état et ne suffisent pas à répondre aux besoins de la ville croissante: Il faudrait refaire le tronçon Sainte-Thérèse - Kimbanseke, les axes Ndjili (Boki)-Yanda, (24 km revêtue), Yanda-Mvululu, (37 km en terre) et Yanda-Nsanda, (13 km terre) pour l'entrée des marchandises agricoles. Il faudrait ainsi construire un nouveau pont sur la Ndjili vers CECOMAF ainsi qu'un boulevard Elf-Mangobo pour désengorger la seule entrée habituelle.

## Enseignement

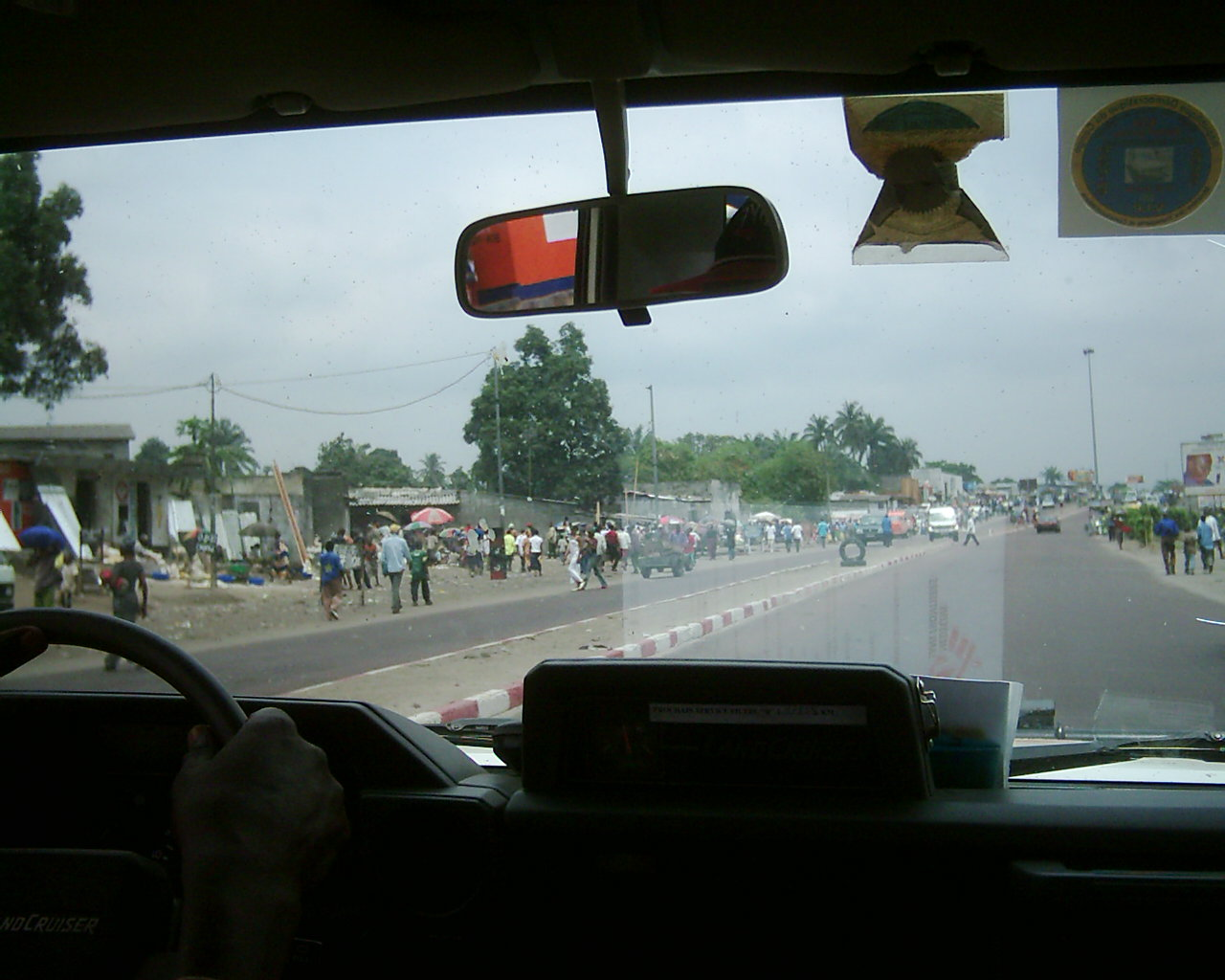
Boulevard Lumumba à Ndjili

En 2003-2004,la commune de Ndjili comptait :
- des 62 écoles maternelles de 94 classes, avec 2451 garçons et 1281 filles pour 98 moniteurs et 98 monitrices.
- des 326 écoles primaires de 2812 classes, avec 108 792 garçons et 54 644 filles pour 28 757 instituteurs et 1 042 institutrices.
- des 225 écoles secondaires de 2227 classes, avec 57 400 garçons et 28 757 filles pour 3084 professeurs masculins et 321 féminins.

Il faut noter l'apport de l'ASBL Oasis Ndjili qui a, en 2003, créé deux bibliothèques dans la commune de Ndjili.
Dans chaque quartier, il y a des écoles qu'il faut rénover (notamment, E.P. Kwilu et E.P. Kamina au quartier 1, E.P. Sumbi au quartier 3, E.P. Likasi au quartier 6, E.P. Yanda au quartier 13 doivent être rénovées). 
Il y a aussi des écoles secondaires, notamment l’une des plus réputées du pays, le collège Bonsomi (math-physique, biochimie, pédagogie), l'Institut Technique Industriel de Ndjili, l'Institut pédagogique Lemfu, le lycée commercial du 27 octobre, l'Institut Biochimie, le lycée professionnel Bomengo (coupe-couture) ainsi que des centres de formation appelés centres de métiers.

## Démographie
| 1967   | 1970    | 1985    | 2003    | 2004    |
| ------ | ------- | ------- | ------- | ------- |
| 80 000 | 102 881 | 157 010 | 427 583 | 442 138 |